# Huy chương Hữu nghị
Huy chương Hữu nghị là một loại huy chương của Nhà nước Cộng hòa Xã hội Chủ nghĩa Việt Nam, đặt ra theo Luật Thi đua - Khen thưởng (ban hành ngày 26 tháng 11 năm 2003).
Huy chương Hữu nghị để tặng cho người nước ngoài có thời gian làm việc tại Việt Nam, có nhiều đóng góp vào công cuộc xây dựng và bảo vệ Tổ quốc Việt Nam. Thẩm quyền tặng Huy chương Hữu nghị do Thủ tướng Chính phủ quyết định.

## Mô tả
Huy chương Hữu nghị gồm có 2 phần:
- Dải Huy chương bằng tơ Rayon hình ngũ giác dệt màu đỏ cờ có hai vạch vàng, cốt bằng đồng đỏ mạ vàng hợp kim Nico dày 3 micron; kích thước 38mm x 27mm x 40mm.
- Thân Huy chương hình tròn màu vàng đường kính bằng 37mm, phía trong là sao vàng năm cánh cách điệu dập nổi, chính giữa là hai bàn tay bắt tay nhau trên hình quả địa cầu, phía trên là dòng chữ "Huy chương Hữu nghị" (màu đỏ), phía dưới là dòng chữ "Việt Nam" (màu vàng) đặt trên bánh xe lịch sử và hai cành tùng hai bên, chất liệu bằng đồng đỏ mạ vàng hợp kim Nico dày 3 micron.

## Đối tượng và tiêu chuẩn khen thưởng
Huy chương Hữu nghị để tặng cho cá nhân người nước ngoài trong thời gian công tác hoặc làm việc tại Việt Nam đạt các tiêu chuẩn sau đây:
1. Có tinh thần đoàn kết hữu nghị, tôn trọng chủ quyền, luật pháp, phong tục tập quán Việt Nam.
2. Có những đóng góp tích cực trong việc xây dựng, củng cố và phát triển mối quan hệ hữu nghị và sự hợp tác tốt đẹp trên các lĩnh vực chính trị, kinh tế, quân sự, ngoại giao, khoa học kỹ thuật, công nghệ, bảo vệ môi trường, văn hóa - xã hội giữa Việt Nam với các nước, các khu vực, liên khu vực, các tổ chức nước ngoài, các tổ chức quốc tế.